# Thraulodes pinga
Thraulodes pinga is een haft uit de familie Leptophlebiidae. De wetenschappelijke naam van de soort is voor het eerst geldig gepubliceerd in 2014 door Souto, Da-Silva en Nessimian.